# Международное движение за запрещение противопехотных мин
Международное движение за запрещение противопехотных мин (англ. International Campaign to Ban Landmines, ICBL) — объединение общественных организаций, выступающих за запрет производства и использования противопехотных мин.

## История
Движение было основано в 1992 году, объединив общими интересами «Хьюман Райтс Вотч», «Медико интернешнл», Международную организацию инвалидов, Фонд американских ветеранов Вьетнамской войны и другие организации. На сегодняшний день в движение входит более 1400 групп, действующих более чем в 90 странах мира. Организационная структура движения включает в себя руководящий комитет, состоящий из четырёх членов, консультативный совет (21 человек) и пять представителей.
В 1997 году усилиями движения был подписан Оттавский договор о запрете противопехотных мин, вступивший в силу в 1999 году. На данный момент договор был ратифицирован 156 странами. Среди не подписавших — Китай, США и Россия. Движение получило поддержку со стороны известных и влиятельных людей; видным сторонником организации в своё время была принцесса Диана.
В 1997 году Международное движение за запрещение противопехотных мин и его основательница-координатор Джоди Уильямс были удостоены Нобелевской премии мира.